# Gumienice (województwo świętokrzyskie)
Gumienice – wieś w Polsce, położona w województwie świętokrzyskim, w powiecie kieleckim, w gminie Pierzchnica.
| SIMC    | Nazwa                 | Rodzaj    |
| ------- | --------------------- | --------- |
| 0262154 | Nowe Gumienice        | część wsi |
| 0262160 | Straszniów Gumienicki | część wsi |
| 0262177 | Towarzystwo           | część wsi |

W okresie Królestwa Kongresowego wieś i folwark, powiat stopnicki, gmina Maleszowa, parafia Pierzchnica o 6 wiorst od Chmielnika. W 1827 r. było tu 28 domów i 250 mieszkańców. W XV wieku należały do Marka Malczewskiego herbu Gryf. Dobra te w roku 1879 oddzielone zostały od dóbr Maleszowa.
W latach 1975–1998 miejscowość administracyjnie należała do województwa kieleckiego.